# 클래식 공감
박소현의 클래식 공감은 대한민국의 방송국 문화방송의 라디오 채널 MBC FM4U(수도권 91.9MHz)에서 방송된 라디오 프로그램이다. 원래 일요일 오전 5시 ~ 7시까지 방송되었으며, 2009년 MBC 라디오 춘하계 라디오 개편으로 폐지되었지만 2011년 추동계 라디오 개편에 부활되었다. 주말 오전 3시부터 오전 4시 55분까지 박소현이 진행했고, 2012년 가을 개편으로 인해 10월 22일 방송을 끝으로 6년만에 종료되었다.

## 코너
- 따끈따끈 클래식
  - 새로 출시된 음반, 공연 안내 등
- 올드로망스
- 일상소나타
- 클래식테라피

## 같이 보기
- MBC
- MBC FM4U

## 동시간대 프로그램
- 유혜영의 사운드 오브 뮤직 (SBS 파워FM)
- 뮤직에세이[깨진 링크(과거 내용 찾기)] (TJB 파워FM)
- 깊은 밤을 날아서 (ubc 그린FM)
- 잠 못 드는 밤 그대는 (ubc 그린FM)
- MY FM 사운드오브뮤직 (kbc 마이FM)
- NONSTOP 음악산책 (JTV 매직FM)
- 신명!우리가락속으로 (JTV 매직FM)
- 장성규의 FM TOWN (JIBS 뉴파워FM)